# Мађари у Словачкој
Мађари чине највећу националну мањину у Словачкој. Према попису становништва Словачке из 2021. године, 456.154 људи (или 8,37% становништва) изјаснило се као Мађари, док је 462.175 (8,48% становништва) изјавило да им је мађарски матерњи језик.
Мађари су претежно концентрисани у јужним деловима земље, близу границе са Мађарском. Они чине већину у два округа, Комарно и Дунајска Стреда.

### Прва Чехословачка Република (1918–1938)

#### Порекло мађарске мањине
Након пораза Централних сила на Западном фронту 1918. године, Тријанонски споразум је потписан између победничких сила Антанте и Мађарске 1920. године на мировној конференцији у Паризу. Споразум је драстично смањио границе Краљевине Мађарске, укључујући уступање целе Горње Угарске Чехословачкој, у којој су Словаци чинили доминантну етничку групу. Узимајући у обзир стратешке и економске интересе свог новог савезника Чехословачке, победнички савезници су поставили чехословачко-мађарску границу даље на југ од словачко-мађарске језичке границе. Сходно томе, новостворена држава је обухватала подручја која су претежно била етнички насељена Мађарима.

#### Демографија
Према попису становништва из 1910. године који је био спроведен у Аустро-Угарској, било је 884.309 етничких Мађара, што је чинило 30,2% становништва данашње Словачке и Карпатске Украјине. Чехословачки попис из 1930. године забележио је 571.952 Мађара. Насупрот томе, на попису из 2001. године, проценат етничких Мађара у Словачкој био је 9,7%, што је за две трећине мање у проценту, али не и у апсолутном броју, који је остао отприлике исти.
Између 1880. и 1910. године, мађарско становништво се повећало за 55,9%, док се словачко становништво повећало за само 5,5%, иако су Словаци у исто време имали већу стопу наталитета. Ниво разлика не објашњава овај процес емиграцијом или кретањем становништва и природном асимилацијом током индустријализације. У 16 северних жупанија, мађарско становништво је порасло за 427.238 становника, док је већинско словачко становништво порасло само за 95.603. Број „Мађара који говоре словачки“ необично се повећао у време када Мађари заиста нису имали мотивацију да га уче – за 103.445 у јужној Словачкој у апсолутним бројкама, за 100% у Пошоњу, Њитри, Комарому, Барсу и Земпленској жупанији и више од 3 пута у Кошицама. Након формирања Чехословачке, људи су могли слободније да се изјасне о својој националности.
Пописи из Краљевине Мађарске и Чехословачке разликовали су се у погледу националности јеврејског становништва. Чехословачка је дозволила Јеврејима да се изјасне као посебна Јеврејска националност, док су Јевреји у прошлости углавном били рачунати као Мађари. Године 1921, 70.529 људи се изјаснило да је јеврејске националности.
Становништво већих градова попут Кошица или Братиславе је историјски било двојезично или тројезично. Према пописима становништва, 15–20% становништва у Кошицама били су Мађари, али су током парламентарних избора „етничке“ мађарске странке добијале 35–45% укупног броја гласова (искључујући оне Мађаре који су гласали за комунисте или социјалдемократе). Међутим, таква поређења нису у потпуности поуздана, јер се „етничке“ Мађарске странке нису нужно представљале словачком становништву као „етничке“, а имале су и словачке подружнице.
Мађарски државни службеници који су одбили да положе заклетву верности морали су да бирају између пензионисања и пресељења у Мађарску. Исто се односило и на Мађаре који нису добили чехословачко држављанство, а који су били приморани да оду или се једноставно нису самоидентификовали са новом државом. Два примера људи који су били приморани да оду су породице Беле Хамваса и Алберта Сент Ђерђија. Бројне избеглице су захтевале изградњу нових стамбених насеља у Будимпешти, који су пружили уточиште избеглицама.

#### Образовање
У школској 1918/1919. години Словачка је имала 3.642 основне школе. Само 141 школа је држала наставу на словачком језику, 186 на словачком и мађарском и 3.298 на мађарском. Након реформе система, Чехословачка је обезбедила образовну мрежу за регион. Због недостатка квалификованог, тачније, недостатка школа изнад основног нивоа, забрањених гимназија и непостојања словачких учитељских института – Мађарске учитеље су у великом броју заменили Чеси. Неки мађарски учитељи решили су своје егзистенцијално питање пресељењем у Мађарску. Према владиној уредби од 28. августа 1919. године, Мађарским наставницима је било дозвољено да предају само ако су положили заклетву верности Чехословачкој.
У првим годинама постојања Чехословачке, Мађарска мањина у Словачкој је имала комплетну образовну мрежу, изузев укинутих факултета. Чехословачко министарство просвете црпело је своју политику из међународних споразума потписаних након завршетка Првог светског рата. Међутим, старије школе које су биле наслеђене од Аустро-Угарске често су биле препуне, недовољно финансиране и мање атрактивне од нових, добро опремљених словачких школа које је изградила држава. У школској 1920/1921. години, Мађарска мањина је имала 721 основну школу, што се смањило само за једну у наредне 3 године. Мађари су имали и 18 виших „грађанских“ школа, 4 гимназије и један учитељски завод. У школској 1926/1927. години постојало је 27 верских школа које се такође могу класификовати као мањинске школе, јер ниједна од њих није имала наставу на словачком језику. Мађарски представници су критиковали смањен број средњих школа током времена.
Тридесетих година прошлог века, Мађари су имали 31 вртић, 806 основних школа, 46 средњих школа и 576 библиотека при школама. На Карловом универзитету у Прагу је основан одсек за мађарску књижевност.
Мађарски научни универзитет је основан 1912. године и на њему се настава одржава од 1914. године, а замењен је Универзитетом Коменског како би се задовољиле потребе за квалификованим стручњацима у Словачкој. Мађарски професори су одбили да положе заклетву верности и првобитна школа је затворена владиним декретом; као и у другим случајевима, наставнике су заменили чешки професори. Универзитет Комениус је остао једини универзитет у Словачкој између два рата.

#### Култура
Мађарска мањина је учествовала у процвату штампе у Чехословачкој између ратова. Пре стварања Чехословачке, на територији Словачке је излазило 220 периодичних публикација, од којих 38 на словачком језику. Током међуратног периода, број словачких и чешких периодичних публикација у Словачкој порастао је на више од 1.050, док се број периодичних публикација на мањинским језицима (углавном мађарском) повећао на скоро 640.
Чехословачка држава је сачувала и финансијски подржала две мађарске професионалне позоришне компаније у Словачкој, и још једну у Карпатској Русији. Мађарски културни живот одржаван је у регионалним културним удружењима попут Јокај друштва, Толди групе или Казинчи групе. Године 1931. на иницијативу чехословачког председника основано је Мађарско научно, књижевно и уметничко друштво у Чехословачкој (Масарикова академија). Мађарску културу и књижевност покривали су часописи. Последњи од њих имао је за циљ развој књижевних односа између Чешке, Словачке и Мађарске. Мађарске књиге су објављивала неколико књижевних друштава и мађарски издавачи, мада не у великом броју.

#### Политика
Демократизација Чехословачке је омогућила шира политичка права мађарском становништву у поређењу са Краљевином Мађарском пре 1918. године. Чехословачка је увела опште право гласа, док је право гласа за жене у Мађарској постигнуто тек 1945. године. На првим чехословачким парламентарним изборима излазност је била 90% у Словачкој. Након Тријанонског споразума, Мађари су изгубили илузије о „привременој држави“ и морали су се прилагодити новој ситуацији. Мађарске политичке структуре у Чехословачкој формиране су релативно касно и коначно су се формирале тек средином 1920-их. Политичко усмерење мађарске мањине може се сагледати према њиховом ставу у контексту Чехословачке државе и мировним споразумима у три главна правца: активистички, комунистички и негативистички.
Мађарски „активисти“ су своју будућност видели у коегзистенцији и сарадњи са већинским становништвом. Приметно је да су имали прочехословачку оријентацију и подржавали су владу. Почетком 1920-их основали су одвојене политичке странке, а касније су били активни у мађарским деловима чехословачких државних странака. Мађарска национална странка је учествовала је на парламентарним изборима 1920. године, али је доживела неуспех. Чехословачка влада је 1922. године предложила исправљање неких неправди према мањинама у замену за апсолутну лојалност и признање чехословачке државе. Успех активизма кулминира средином 1920-их. Мађарска национална странка је 1925. године учествовала у усвајању важних закона, укључујући и оне који регулишу питање држављанства. 1925. године су безуспешно били вођени преговори о влади. Левичарски мађарски активисти били су активни у Мађарско-немачкој социјалдемократској партији, а касније и у Мађарској социјалдемократској лабуристичкој партији. Мађарски социјалдемократи нису успели у конкуренцији са комунистима, али су били активни као мађарска секција Чехословачке социјалдемократске партије. Активизам је имао стабилан правац, али није био у стању да постане доминантна снага због различитих разлога попут аграрне реформе или ревизионистичке политике мађарске владе.
Комунистичка партија Чехословачке имала је натпросечну подршку међу Мађарима. Године 1925. партија је добила 37,5% у округу Краљовски Хлмец и 29,7% у округу Комарно, у поређењу са словачким просеком од 12–13%.
Мађарски „негативисти“ били су организовани у опозиционе странке које су заправо представљале десничарска Покрајинска хришћанско-социјалистичка партија и Мађарска национална странка (не треба мешати са горе наведеном Мађарском националном странком). Хришћанско-социјалистичка парија је подржавала углавном римокатоличко становништво, а МНП протестанте. Странке су се разликовале и по ставовима о сарадњи са владином коалицијом, МНП је у неким периодима разматрала сарадњу, док су хришћани-соцојалисти били у чврстој опозицији и покушавала је да пређе етничке границе како би добила подршку Словака.
Године 1936, обе „негативистичке“ странке су се ујединиле у Уједињену мађарску странку под директним притиском мађарске владе и претњом прекида финансијске подршке. Странка је постала доминантна 1938. године и добила је више од 80% мађарских гласова. „Негативистичке“ странке су сматране потенцијалном опасношћу за Чехословачку и многи политичари мађарске мањине су били под полицијским надзором.

#### Проблеми у међусобним односима
После Првог светског рата, Мађари су се нашли у тешком положају. Распад историјског Краљевства Угарске схваћен је као вештачки и насилан чин, а не као неуспех антинационалне и конзервативне политике мађарске владе. Током целог међуратног периода, мађарско друштво је сачувало архаичне погледе на словачку нацију. Према таквим застарелим идејама, Словаци су били преварени од стране Чеха, постали су жртве њихове политике моћи и сањали су о повратку у мађарску државу. Са тих позиција, мађарска влада је покушала да обнови предратне границе и водила је политику опозиционих мањинских партија.
У Чехословачкој, периферна подручја попут јужне Словачке су имала проблем са недостатком инвестиција и постајале су потешкоће у опоравку од Велике депресије. Већи фокус је био усмерен на стабилизацију односа са Немачком и судетским Немцима, док су питања мађарске мањине имала секундарни приоритет. Мађари у Словачкој су се осећали оштећено резултатима чехословачке аграрне реформе. Без обзира социјални и демократизациони карактер, прерасподела бивше аристократске земље фаворизовала је већинско становништво, цркву и велике земљопоседнике.
Чак и ако је Чехословачка званично прогласила једнакост свих грађана, припадници мађарске мањине нису били вољни да се пријаве за позиције у дипломатији, војсци или државним службама због страха да би их стране обавештајне службе могле лако злоупотребити, посебно у време претње земљи.
Недостатак воље за успешнију интеграцију мађарске заједнице, Велика депресија и политичке промене у Европи довели су до пораста национализма код Мађара. Своје захтеве су почели да промовишу у сарадњи са немачким нацистима и другим непријатељима чехословачке државе.

#### Припрема агресије на Чехословачку
Уједињена мађарска странка, коју су предводили Јанош Естерхази и Андор Јарош, играла је улогу пете колоне током распада Чехословачке крајем 1930-их. Истрага Нирнбершких процеса доказала је да су и нацистичка Немачка и Хортијева Мађарска користиле своје мањине за унутрашњи распад Чехословачке; њихов циљ није био да се постигну гаранције њихових националних права, већ да се злоупотреби тема националних права против државе чији су били држављани. Такво понашање спада у незаконите активности против суверенитета Чехословачке, уколико се гледа са аспекта међународног права, а активности обе земље су оцењене као чин против међународног мира и слободе.
Чланови странке су помагали у ширењу античехословачке пропаганде, док су вође одржавале завереничке контакте са Мађарским. Посебно након аншлуса Аустрије, странка је успешно елиминисала разне мађарске активистичке групе.
У идеалном случају, ревизионистичка политика коју координира мађарска влада требало би да доведе до ненасилног обнављања граница пре Тријанонског споразума – окупације целе Словачке, или барем до делимичне територијалне реверзије. Мађарска влада није имала интерес за директну нацистичку агресију без учешћа Мађарске, јер би то могло довести до нацистичке окупације Словачке и угрозити њихове територијалне претензије.
Након Прве бечке арбитраже, Мађари су се поделили у две групе. Већина мађарског становништва вратила се у Мађарску док је мањи део (око 67.000 људи) остао на неокупираној територији Чехословачке. Прва бечка арбитража није задовољила амбиције водећих мађарских кругова и подршка Великој Мађарској је расла. То би довело до анексије целе Словачке.

### Анексија јужне Словачке и Поткарпатја (1938–1945)
Већина Мађара у Словачкој поздравила је Прву бечку арбитражу и окупацију јужне Словачке, што су они схватили као уједињење Мађара у једну заједничку националну државу. Мађари су организовали разне прославе и састанке. Остаје забележено да су у Ожђану (Округ Римавска Собота) прославе биле бурне.
Мађарска је започела систематску политику асимилације и мађаризације и присилног протеривања колониста, државних службеника и словачке обавештајне службе са анектиране територије. Мађарска војна управа је забранила употребу словачког језика у административним контактима и словачки наставници су морали да напусте школе свих нивоа.
Након опсежне пропаганде диктатура – које су се претварале да су заштитници грађанских, социјалних и мањинских права у Чехословачкој – Мађарска је одмах након Бечке одлуке ограничила све мањине. Ово је имало негативан утицај на демократски оријентисане Мађаре у Словачкој, који су касније, када су почели да се жале на нове услове, означени као „Бенешеви Мађари“ или „комунисти“.
Пропаганда коју је организовала Мађарска током средине рата није оклевала да обећа „возове хране“ за Мађаре  (у Чехословачкој није било глади), али је након окупације постало јасно да Чехословачка гарантује више социјалних права, напредније социјалне системе, веће пензије и више могућности за запошљавање. Мађарски економисти су у новембру 1938. закључили да производњу на „враћеној земљи“ треба ограничити како би се заштитио економски интерес матичне земље. Уместо позитивног развоја, велика већина компанија запала је у услове упоредиве са економском кризом почетком 1930-их.
Позиције у државној администрацији које су напустили Чеси и Словаци нису заузели локални Мађари, већ државни службеници из матичне земље. Ово је изазвало протесте ЕМП-а и довело до покушаја да се заустави њихов долазни проток. У августу 1939. године, Андор Јарош је затражио од мађарског премијера да бар део њих врати у Мађарску. Због различитог развоја у Чехословачкој и Мађарској током претходних 20 година, локални Мађари су имали више демократског духа и дошли су у сукоб са новом администрацијом познатом по својој ауторитарној ароганцији. У новембру и децембру 1939. године, понашање према Мађарима на анектираној територији ескалирало је у званичну жалбу посланика „Фелвидека” у мађарском парламенту.

### Друга Чехословачка Република (1938–1939)
Према попису из децембра 1938. године, 67.502 Мађара је остало у неанектираном делу Словачке, а 17.510 њих је имало мађарско држављанство. Мађаре је представљала Мађарска странка у Словачкој (СМП, Szlovenszkói Magyar Párt; овај званични назив је усвојен касније 1940. године), која је формирана након распада Уједињене мађарске странке (ЕМП) у новембру 1938. године. Политичку власт у Словачкој преузела је Хлинкина Словачка народна странка (HSĽS) која је почела да остварује сопствену тоталитарну визију државе. Идеологија HSĽS-а правила је разлику између „добрих“ (аутохтоних) мањина (Немаца и Мађара) и „лоших“ мањина (Чеха и Јевреја). Влада није дозвољавала политичко организовање „лоших“ мањина али је толерисала постојање СМП-а, чији је лидер Јанош Естерхази постао члан словачког парламента. СМП је имала мали политички утицај и била је склона сарадњи са јачом Немачком странком у Словачкој (Deutsche Partei in der Slowakei).
До новембра 1938. године, Естерхази је поставио додатне захтеве за проширење права мађарске мањине. Аутономна словачка влада је проценила ситуацију на анектираној територији, а затим учинила супротно – везала је права мађарске мањине на ниво који је обезбедила Мађарска, што је де факто значило њихово смањење. Примењени принцип реципроцитета блокирао је званичну регистрацију СМП-а и постојање неколико мађарских институција, јер сличне организације нису биле дозвољене у Мађарској. Штавише, влада је забранила употребу мађарских националних боја, певање мађарске химне, није признала равноправност мађарских националних група у Братислави и отказала је планирано успостављање функције државног секретара за мађарску мањину. Мађарска влада је протестовала против принципа, критикован је као неконструктиван.

### Прва Словачка Република (1939–1945)
На дан 14. марта 1939. године, словачки парламент је прогласио независност под Хитлеровим притиском и прокламованом претњом напада Мађарске на Словачку. Уништење плуралистичког политичког система изазвало је брзо опадање мањинских права. Затегнути односи између Словачке и Мађарске након Бечке арбитраже погоршани су мађарским нападом на Словачку у марту 1939. године. Ова агресија, комбинована са насилним инцидентима на анектираној територији, изазвала је велику антимађарску друштвену мобилизацију и дискриминацију. Неки од прогона били су мотивисани принципом реципроцитета садржаним у уставу, али прогоне је изазивала и мађарска пропаганда која је захтевала окупацију Словачке, дистрибуција памфлета и другог пропагандног материјала, усмена пропаганда и друге провокације. Интензивна пропаганда је коришћена са обе стране и довела је до неколико антимађарских демонстрација. Најсуровије репресије укључивале су интернирање у логор у Илави и депортације десетина Мађара у Мађарску. У јуну 1940. године, Словачка и Мађарска су постигле споразум и обуставиле депортације својих мањина.
Мађарска странка није потпуно напустила идеју Велике Мађарске. Након што се држава стабилизовала, фокус је усмерен на реалније циљеве. Странка је покушала да организује Хортијеву гарду у Братислави и другим градовима, али су ти покушаји откривени и спречени од стране репресивних снага. Странка је организовала разне културне, друштвене и образовне активности. Његове активности су пажљиво праћене и ограничаване због неуспешних покушаја успостављања словачког политичког представништва у Мађарској. Мађарска странка је званично регистрована након немачке дипломатске интервенције у новембру 1941. године, што је резултирало и тиме да је мађарска влада одобрила Странку словачког националног јединства.
Године 1940, након стабилизације међународног положаја словачке државе, 53.128 људи се изјаснило да има мађарско држављанство, а 45.880 њих је имало словачко држављанство. Структура Мађара се није значајно разликовала од већинског становништва. 40% Мађара је радило у пољопривреди, али је постојала и класа богатих трговаца која је живела у градовима. Мађари су поседовали неколико важних предузећа, посебно у централној Словачкој. У Братислави, мађарска мањина је учествовала у „аријанизацији“ јеврејске имовине.
Словачка је сачувала 40 мађарских мањинских школа, али је ограничила средње школе и није дозволила отварање нових. Дана 20. априла 1939. године, влада је забранила највеће мађарско културно удружење, што је довело до општег пада активности мађарске мањине. Делатност је обновљена када је Мађарска дозволила словачку културну организацију Друштво Св. Војтеха). Мађарска мањина је имала два дневна листа и осам локалних недељника. Сви часописи, увезена штампа и библиотеке били су под строгом цензуром.
Након преговора у Салцбургу (27–28. јула 1940), Александар Мах је преузео функцију министра унутрашњих послова и усавршио је државни приступ мађарској мањини. Мах је наредио да се сви затворени мађарски новинари (касније и други Мађари) ослободе и збрину. Главни уредник часописа Словачка правда због „глупавих текстова о словачко-мађарском питању“. Мах је нагласио потребу сарадње и добросуседских односа. У наредном периоду, репресивне мере су се заснивале готово искључиво на принципу реципроцитета.
У поређењу са немачком мањином, политичка права и организовање мађарске мањине били су ограничени. С друге стране, мере против мађарске мањине никада нису достигле ниво прогона Јевреја и Рома. Протеривање из земље примењивано је у појединачним случајевима, супротно протеривању Чеха.

### Последице Другог светског рата
Године 1945, на крају Другог светског рата, Чехословачка је обновљена. Стратешки циљ чехословачке владе био је да значајно смањи број немачких и мађарских мањина и да постигне трајну промену етничког састава државе. Преферирано средство је било премештање становништва. Због немогућности унитарног протеривања, Чехословачка је применила три протокола – чехословачко-мађарску размену становништва, „ ресловакизацију “ и унутрашњи трансфер становништва остварен током депортација Мађара у Чешку земљу .
Многи грађани су сматрали обе мањине „ратним злочинцима”, јер су представници те две мањине подржале прекрајање граница Чехословачке пре Другог светског рата, путем Минхенског споразума и прве Бечке одлуке. Поред тога, Чеси су били сумњичави према етнички-немачким политичким активностима пре рата. Такође су веровали да је присуство толиког броја етничких Немаца охрабрило нацистичку Немачку у њеним пангерманским визијама. Године 1945, председник Едвард Бенеш је одузео држављанство етничким Немцима и Мађарима декретом бр. 33 осим оних са активном антифашистичком прошлошћу.

#### Размена становништва
Одмах по завршетку Другог светског рата, око 30.000 Мађара напустило је територије јужне Словачке. Док је Чехословачка протерала етничке Немце, савезници су спречили једнострано протеривање Мађара. Они су се сложили са присилном разменом становништва између Чехословачке и Мађарске, коју је Мађарска у почетку одбила. Ова размена становништва је уследила споразумом којим је 55.400 до 89.700 Мађара из Словачке размењено за 60.000 до 73.200 Словака из Мађарске. Словаци који су напуштали Мађарску су се добровољно иселили, али је Чехословачка протерала Мађаре из своје државе.
Након протеривања Немаца, Чехословачка се суочила са недостатком радне снаге, посебно пољопривредника у Судетима. Као резултат тога, чехословачка влада је депортовала више од 44.129 Мађара из Словачке у Судете на присилни рад  између 1945. и 1948. године. Око 2.489 људи је добровољно пресељено и заузврат је добило куће, добру плату и држављанство. Касније, од 19. новембра 1946. до 30. септембра 1946. године, влада је силом раселила преосталих 41.666 људи, а полиција и војска су их превозиле као „стоку“ у железничким вагонима. Мађари су били обавезни да раде као уговорни радници, често нуђени на сеоским пијацама новим чешким досељеницима Судета.
Ови услови су се полако смиривали. После неколико година, расељени Мађари су почели да се враћају својим домовима у Словачкој. До 1948. године, око 18.536 људи се вратило, што је изазвало тензије око власништва над њиховим првобитним кућама, пошто су их словачки колонисти често преузимали. До 1950. године, већина Мађара са уговорним обавезама вратила се у Словачку. Статус Мађара у Чехословачкој је регулисан, а влада је поново дала држављанство етничким Мађарима.

### После пада комунизма
Након Плишане револуције 1989. године, Чешка и Словачка су се мирно разишле 1993. године. Словачки устав из 1992. године је изведен из концепта словачке националне државе. Међутим, преамбула Устава наводи Словаке и етничке мањине као изборну јединицу. Штавише, права различитих мањина заштићена су Уставом, Европском конвенцијом о људским правима и осталим правно обавезујућим документима. Странка Мађарске коалиције била је заступљена у Парламенту и била је део владине коалиције од 1998. до 2006. године. Након стицања независности Словачке, положај мађарске мањине се погоршао, посебно за време владавине словачког премијера Владимира Мечијара.

### Језички закон
Дана 1. септембра 2009. године, преко 10.000 Мађара одржало је демонстрације у знак протеста против новог закона којим је ограничена употреба мањинских језика у Словачкој. Закон је предвиђао казне до 4.380 фунти за институције које „злоупотребљавају словачки језик“. Демонстрације су биле у Дунајској Стреди, у Будимпешти и у Бриселу.

## Образовање
585 школа у Словачкој, укључујући и вртиће, користи мађарски као главни језик. Скоро 200 школа користи и словачки и мађарски језик. Године 2004, Универзитет Ј. Сеље у Комарну био је први универзитет финансиран од стране државе, на мађарском језику , отворен ван Мађарске.